# Salchow
Salchow är ett hopp inom konståkning namngett efter Ulrich Salchow. Hoppet görs från ett bakåt innerskär. I luften strävar man efter en sträckt position med korsade ben och indragna armar. Hoppet kan göras med 1-4 varv i luften. När man är färdigroterad landar man på bakåt ytterskär i landningsposition, med armarna utsträckta och ett sträckt friben. 
Den svenske konståkaren Ulrich Salchow var upphovsman till Salchowhoppet år 1909.
De olika stegen i hoppet är
1. bakåt innerskär in i hoppet
2. Rotation 1,2,3 eller 4 varv
3. Ytterskär ut ur hoppet